# Günther Hamburg Classics
De Günther Hamburg Classics was een golftoernooi van de Europese Challenge Tour. Het werd drie keer in de buurt van Hamburg gespeeld.
De eesrte editie werd gespeeld in 2000 en gewonnen door de Ier David Higgins, nadat hij Carlos Rodiles in een play-off had verslagen.
De tweede editie werd gewonnen door Peter Hanson. Met deze overwinning steeg hij naar de 2de plaats van de Order of Merit en stond zijn promotie naar de Europese PGA Tour van 2002 vast. Nummer 2 werd Robert-Jan Derksen.
De derde en laatste editie werd gewonnen door Iain Pyman. Het was zijn vierde overwinning op de Challenge Tour, later dat jaar zou hij nog het Russisch Open winnen, en ook naar de Europese Tour promoveren. Niels Kraaij werd 5de.

## Winnaars
| Jaar                     | Baan                          | Winnaar                  | Score                    | Score                    |
| Günther Hamburg Classics | Günther Hamburg Classics      | Günther Hamburg Classics | Günther Hamburg Classics | Günther Hamburg Classics |
| ------------------------ | ----------------------------- | ------------------------ | ------------------------ | ------------------------ |
| 2000                     | Golf Club auf der Wendlohe    | David Higgins            | 270                      | -18                      |
| 2001                     | Treudelberg Golf Club         | Peter Hanson             | 265                      | -23                      |
| Golf Challenge           |                               |                          |                          |                          |
| 2002                     | Brunstorf Golf & Country Club | Iain Pyman               | 204                      | -12                      |